# 何福 (香港)
何福（英語：Ho Fook，1863年11月30日—1926年8月29日），本名何啟福，字澤生（英語：Chak Sang），歐亞混血兒，設籍廣東寶安。香港望族何東家族成員，著名洋行買辦、企業家及慈善家，早期華裔定例局議員，名列華商五巨頭之一。

## 簡歷
何福為何東二弟，生父為何仕文，何仕文為荷蘭裔猶太人，籍貫荷蘭鹿特丹（何仕文於1888年入籍英國）；生母施娣，廣東寶安人。何仕文深感香港經商不易，大约30岁时离开香港，于1873年在英国伦敦创办了"东方代理"（Eastern Agency）。故幾兄弟由母親獨力撫養，以中國人自居，以廣東寶安為籍貫。1879年，畢業於中央書院（今皇仁書院），隨即擔任該校助教。至于何仕文离开香港后他留在香港的子女们的学费由谁付？潜在的可能，一、何仕文或何仕文留给施娣的财富，二、郭兴贤，三、施娣与何东姐夫蔡昇南预先谈好嫁女条件，学费由蔡昇南付，四、或者是集合了以上三个人的财富，用来付孩子们的学费，但历史没有任何记载成为未解之谜。
1885年，何福入職Dennys and Mossop 律師行，成為翻譯員。約1888年，在妹夫黃金福引薦下，成為九龍倉買辦。1891年，至怡和洋行工作，時其長兄何東擔任該行買辦。1900年，何東引退，何福遂接掌怡和買辦之位，成為該行華總經理。
何福曾經在香港獲得鴉片專利權，向大清輸出英國貨。
何福於社會事務多有參與，1891年，即受港府任命為太平紳士。1913年，成為定例局議員。同時於慈善及教育事業亦大力支持，在東華醫院、保良局、華人公立醫局委員會、孔教協會及香港大學等處皆有擔任職務。

## 辭世前後
1925年，何福前往歐洲度假，將生意交給最年長的世耀、世光和世亮三子看管。世光和世亮建議參與高風險的股票投資，希望掙得更多財富，與伯父何東比埒。世耀雖以謹慎著稱，但不敵世亮的堅持，於是一起參與投資，最終造成鉅額損失。其後世亮吞槍自盡，世耀精神失常。此事對何福打擊甚大。
1926年，何福得知身患癌症。8月29日早上至香港大學醫學院動手術，至下午不治。臨終前，囑託兄長何東代為照料家庭事務。
由於何福生前樂善好施，故喪禮時，有為數眾多的社會基層人士前往悼念。

## 家庭
何福之妻羅絮才（Lucy Rothwell）亦為香港混血兒，港上名流羅長肇之妹、羅文錦姑母。何福共有13名子女，其中長子世榮（過繼予何東）、次子世耀、三子世光、四子世亮皆為買辦，分別任職於匯豐銀行、有利銀行、沙宣洋行及怡和洋行。其孫輩中，著名者有放射及腫瘤科權威何鴻超、澳門企業家何鴻燊及香港立法局議員何鴻鑾等。
依據大排行，何福家族稱為何三宅，何福則為之取名為何昌盛堂。
- 何仕文（Charles Henry Maurice Bosman）＝施娣
  - 何福＝羅絮才（Lucy Rothwell）
    - 長子：何世榮（過繼何東）＝洪玉顏（Kitty Hung）
    - 次女：何寶姿（Bessy）＝張沛階
      - 張燄綿（Margaret）
      - 張燄柔（Lily）
      - 張瑞康（Howard）
      - 張瑞寧 (James Jospeh)

    - 三子：何世耀＝施燕芳（Ethel Zimmern）
      - 何婉端（Stella née Ho） ＝G.M. Davreux
      - 何婉宜（Helen Ho）
      - 何鴻超（John Ho）＝Florence née Kwok 
        - 何英進

      - 何婉芬（Vivienne née Ho） ＝Raymond Cheng
      - 何婉明（Audrey née Ho） ＝Perry Tcheng
      - 何鴻堅（Kenny Ho）
      - 何婉彬（Daphne Ho）
      - 何鴻瑞（David）
      - 何鴻輝（Peter Ho）
        - 何猷靖（Alexander Ho）＝Rendy Yeung
          - 何婉淇（Sandy Ho）
          - 何廣欽（Justin Ho）

    - 四子：何世光＝冼慶雲（Flora Hall）
      - 何鴻恩（Bertram，大爺）＝Cheung Sze Tsarm
        - 何猷富
        - 何猷財

      - 何婉和（Mary，二姑娘）＝梁世華
      - 何鴻展（Ernest，三爺）＝May Ngan 、Diana Wong 、丁毓珠
        - 何猷剛
        - 何猷強
        - 何猷威
        - 何翠屏

      - 何鴻威（John，四爺）＝Leontine To
      - 何婉璋（Priscilla，五姑娘）＝謝德安（Andrew）
        - 謝天賜

      - 何婉文（Patricia，六姑娘）＝Julio Swing （離婚）
        - 孫鏡鴻（Diego Swing）
        - 孫鏡祺（Michael Swing）＝陳婉芳 （離婚）

      - 何鴻韜（Joseph，七爺，死於二戰, 早逝）
      - 何婉鴻（Nanette，八姑娘）＝馮啟德（死於二戰, 早逝） 
        - 馮紹漣

      - 何鴻燊（Stanley，九爺）＝黎婉華（Clementina Leitao Ho，元配）、藍瓊纓（Lucina，妾侍）、陳婉珍（Ina，三姨太）、梁安琪（Angela，四姨太）
        - 何超英（黎婉華所出）＝蕭百成（前夫）
          - 蕭玟錚

        - 何猷光（Robert，已歿，黎婉華所出）＝SUKI（已歿）
          - 何家文
          - 何家華 = Michael
            - 蘇麗儀

        - 何超賢（Angela，黎婉華所生）＝ Peter
        - 何超雄（Deborah，黎婉華所生）
        - 何超瓊（Pansy，藍瓊纓所生）＝許晉亨（離婚）
        - 何超鳳（Daisy，藍瓊纓所生）＝何志堅
        - 何超蕸（Maisy，藍瓊纓所生）
        - 何超儀（Josie，藍瓊纓所生）＝陳子聰
        - 何猷龍（Lawrence，藍瓊纓所生）＝羅秀茵
          - 何開梓

        - 何超雲（Florinda，陳婉珍所生）
        - 何超蓮（Laurinda，陳婉珍所生）
        - 何猷啟（Orlando，陳婉珍所生）
        - 何超盈（Sabrina，梁安琪所生）
        - 何猷亨（Arnaldo，梁安琪所生）
        - 何猷君（Mario，梁安琪所生）
        - 何超欣（Alice，梁安琪所生）

      - 何婉琪（Winnie，十姑娘）＝麥志偉（離婚）、 杜紹能
        - 麥慧貞（麥志偉所生）
        - 麥家興（麥志偉所生）
        - 麥舜銘（更名何東舜銘，與何鴻章私生）＝陳復生
        - 麥慧玉（與何鴻章私生）

      - 何婉婉（Susie，十一姑娘）＝葉德利
      - 何鴻端（早逝，十二爺）
      - 何婉穎（Louise，十三姑娘）＝Keith Mok

    - 五子：何世亮＝羅雪貞（Edna）
    - 六子：何世全 = ?
      - Iris
      - 何婉蘭（Pansy）

    - 七子：何世焯＝冼慶祥（Florence Hall）
      - 何婉衍（Helen）
      - 何婉坤（Kathleen）
      - 何婉元（Yvonne）
      - 何婉基（Elaine）
      - 何鴻志 (Charles)（早夭）
      - 何婉綿（Mamie）

    - 八女：何寶容（Elizabeth）＝Arthur Waller
      - Raymond Arthur Waller
      - Beatrice Elizabeth Waller
      - Edmund Arthur Waller
      - Lewis Arthur Waller
      - Francis Henry Waller
      - Edgar Joseph Waller

    - 九子：何世奇＝羅巧貞（Doris Rothwell）
      - 何鴻政（Algernon）
      - 何鴻嘉（Ronald）
      - 何婉揚（Pamela）
      - 何婉倫（Cecilia）
      - 何鴻鑾（Eric Peter）＝楊展翹
        - 何猷幹
        - 何頌德
        - 何猷慶

    - 十女：何寶蓮（Victoria）＝張寶樹（James Bush）
    - 十一女： 何寶芝（Nancy）＝Albert Edward Kew
      - Geoffrey Kew
      - Gordon Kew

    - 十二女： 何寶賢（Phyllis）＝Edward Law
    - 十三女：何麗瓊